# Lizarba separata
Lizarba separata là một loài nhện trong họ Hahniidae. Chúng được miêu tả năm 1967 bởi Roth và chỉ được tìm thấy ở Brazil.